# Michael Slipchuk
 (août 2023).
Si vous disposez d'ouvrages ou d'articles de référence ou si vous connaissez des sites web de qualité traitant du thème abordé ici, merci de compléter l'article en donnant les références utiles à sa vérifiabilité et en les liant à la section « Notes et références ».
Michael Slipchuk, né le 19 mars 1966 à Edmonton dans la province de l'Alberta, est un patineur artistique et entraîneur canadien, champion du Canada en 1992.

## Biographie

### Carrière sportive
Michael Slipchuk est champion du Canada en 1992.
Il représente à cinq mondiaux (1987 à Cincinnati, 1989 à Paris, 1990 à Halifax, 1991 à Munich et 1992 à Oakland) et aux Jeux olympiques d'hiver de 1992 à Albertville.
Il arrête les compétitions sportives après les mondiaux de 1992.

### Reconversion
Michael Slipchuk patine pendant deux saisons sur le spectacle Stars On Ice et travaille ensuite comme entraîneur à Calgary. Il est nommé directeur de la haute performance de Patinage Canada le 21 septembre 2006.

## Palmarès
| Compétitions principales | 1987    | 1988    | 1989    | 1990    | 1991    | 1992    |  |  |  |  |  |  |  |  |
| Jeux olympiques d'hiver  |         |         |         |         |         | 9e      |  |  |  |  |  |  |  |  |
| Championnats du monde    | 20e     |         | 9e      | 11e     | 7e      | 13e     |  |  |  |  |  |  |  |  |
| Championnats du Canada   | 3e      | 4e      | 2e      | 3e      | 3e      | 1er     |  |  |  |  |  |  |  |  |
|                          |         |         |         |         |         |         |  |  |  |  |  |  |  |  |
| Autres Compétitions      | 1986/87 | 1987/88 | 1988/89 | 1989/90 | 1990/91 | 1991/92 |  |  |  |  |  |  |  |  |
| Skate America            |         |         | 6e      |         |         | 10e     |  |  |  |  |  |  |  |  |
| Skate Canada             | 9e      |         |         | 4e      |         |         |  |  |  |  |  |  |  |  |
| Trophée de France        |         |         | 3e      |         |         |         |  |  |  |  |  |  |  |  |
| Coupe d'Allemagne        |         |         |         |         |         | 7e      |  |  |  |  |  |  |  |  |
| Trophée NHK              |         |         |         |         | 5e      |         |  |  |  |  |  |  |  |  |
|                          |         |         |         |         |         |         |  |  |  |  |  |  |  |  |